# Alena Kvasilová-Postlová
Alena Kvasilová-Postlová (24. března 1939, Praha – 13. května 2005) byla česká veslařka, která reprezentovala Československo. Závodila hlavně na skifu a dvojskifu. V roce 1962 se na šampionátu v Berlíně stala mistryní Evropy ve skifu. Roku 1961 (Praha), 1966 (Amsterdam) a 1967 (Vichy) brala na evropském šampionátu individuální stříbro. Další čtyři evropská stříbra sesbírala na dvojskifu (1960, 1964, 1965, 1969). Její partnerkou na něm byla Magdalena Šarbochová. V roce 1962 se umístila na 8. místě v anketě Sportovec roku. Veslovat začala až v devatenácti letech. Jejím manželem se stal kajakář Pavel Kvasil.